# Миронов, Борис Морисович
Бори́с Мори́сович Миро́нов (род. 14 июня 1965, Торжок, Калининская область, РСФСР, СССР) — советский и российский актёр театра и кино. Заслуженный артист Российской Федерации (2016).

## Биография
Борис Миронов родился 14 июня 1965 года в городе Торжке Калининской области (ныне — Тверская область) России.
В 1982 году окончил среднюю общеобразовательную школу в городе Калинине (ныне — Тверь) и поступил в Калининский политехнический институт. После первого курса, в 1983 году, на два года был призван на военную службу в рядах Советской армии, которую проходил под Ленинградом, на Дальнем Востоке и в Калинине. Вернувшись из армии в 1985 году, восстановился в институте, но не проучившись и года, бросил учёбу.
Затем работал в райкоме комсомола. Трудился также монтировщиком сцены, затем актёром вспомогательного состава в Калининском областном драматическом театре.
В 1988 году поступил, а в 1992 году окончил с красным дипломом актёрский факультет РАТИ—ГИТИС (мастерская Владимира Алексеевича Андреева).
С 1992 года по настоящее время служит в труппе Московского драматического театра имени М. Н. Ермоловой.
С 1999 по 2001 год был голосом НТВ.
С 2014 года — диктор теле- и радиопередачи «Минута молчания», выходящей ежегодно 9 мая в 18:55 (MSK) и посвящённой памяти погибших в Великой Отечественной войне (1941—1945).

## Творчество

### Роли в театре

#### Московский драматический театр имени М. Н. Ермоловой
- «Барышня-крестьянка» по А. С. Пушкину. Режиссёр: Н. Бритаева — Иван Берестов
- «Фотофиниш» Питера Устинова. Режиссёр: Сергей Голомазов — Сэм Сорокалетний

### Фильмография
- 1990 — Зверобой — Райт, лейтенант
- 1992—1997 — Мелочи жизни (с 59-й серии) — Роман Букреев («папа Карло»), подчинённый Бориса Ефимовича Вологдина
- 2001 — Марш Турецкого 2 (фильм № 5 «Абонент недоступен») — Игорь Сергеевич Омельченко, капитан, следователь по особо важным делам
- 2002 — Тайный знак (часть первая) — Павел «Гора» И. Стрельников, учитель, владелец клуба «Филин»
- 2003 — Люди и тени 2. Оптический обман — «Лось»
- 2004 — Рокировка — Семён, бармен в вагоне-ресторане
- 2004 — Тайный знак (часть третья «Формула счастья») — Павел «Гора» И. Стрельников, заключённый
- 2005 — Голова классика — Коромыслов
- 2005 — Каменская 4 (фильм № 2 «Тень прошлого») — Александр Иванович Стрельников
- 2005 — Херувим — Егор Плешаков, начальник охраны
- 2005 — Я не вернусь — майор
- 2006 — Кодекс чести 3 (серия № 8 «Колесо закона») — владелец казино
- 2006 — Мёртвое поле — отец солдата
- 2007 — Громовы. Дом надежды — Валентин
- 2007 — Закон и порядок. Преступный умысел — Сергей Петрович Карпов, прокурор, старший советник юстиции
- 2007 — 40 — Анатолий Шешеня, майор
- 2007 — Эра Стрельца — Александр Серебряков
- 2008 — Закон и порядок. Преступный умысел 2 — Сергей Петрович Карпов, прокурор, старший советник юстиции
- 2008 — Встречная полоса — Пилатов («Пила»)
- 2009 — Двойная пропажа — директор цирка
- 2009 — Закон и порядок. Преступный умысел 3 — Сергей Петрович Карпов, прокурор, старший советник юстиции
- 2009 — Путь — «Папик»
- 2010 — За бортом — Гализ, капитан
- 2010 — Последний секрет Мастера — «Шерхан», начальник охраны «Царя»
- 2011 — Товарищи полицейские (серия № 19 «Ревизор») — Савченко, полковник полиции, начальник УВД города Бруйска
- 2011 — СОБР — Эдуард Николаевич Дзанаев, подполковник милиции, начальник Ставропольского УВД
- 2011 — Кодекс чести 5 (серия № 8 «Секретное оружие») — Климов
- 2011 — Закон и порядок. Преступный умысел 4 — Сергей Петрович Карпов, прокурор, старший советник юстиции
- 2012 — Роза прощальных ветров — Николай, муж Розы, адвокат
- 2013 — Кодекс чести 6 (серия № 6 «Стрелок») — Иван Андреевич, мэр
- 2013 — Балабол (фильм № 6 «Спасибо, доктор!») — Виктор Ефимович Лукьянов («Лука»), главарь банды, бывший учитель физики
- 2014 — Прости меня, мама! — Сергей Степанович, отец Кати
- 2014 — Женщины на грани (серия № 15 «В тихом омуте») — Владимир Некрасов, муж Елены, отец Лизы[4]
- 2014—2015 — Степные волки — Сергей Волков, член семейной банды «Степные волки» в городе Степные Курганы, дядя Ивана Волкова («Кота») (главная роль)
- 2015 — Сельский учитель — Сергей Васильевич Кокошкин
- 2015 — Спасённая любовь — Андрей Павлович Фомин, бывший заключённый, отбывший пятнадцать лет лишения свободы за убийство жены (главная роль)
- 2016 — Женщина без чувства юмора — Игорь Васильевич Вдовцов, следователь
- 2017 — Тихие люди — Павел Константинович Зотов
- 2018 — Лютый 2 — Шумский
- 2020 — Чужая стая — генерал-лейтенант Дёмин, начальник городского УВД